# Athrwys
Athrwys o Arthwys (latino: Artorius; inglese: Arthur; 618 circa – 655 circa) regnò sull'Ergyng.

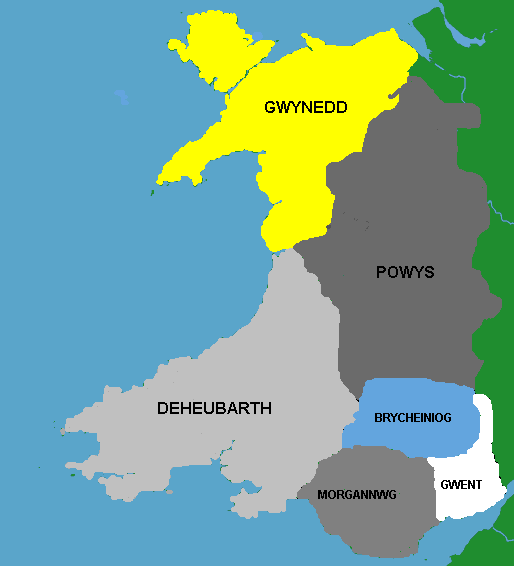
Regni medioevali del Galles.

Fu il primogenito di re Meurig. Si pensa che sia vissuto attorno alla metà del VII secolo e Wendy Davies suggerisce che non sia sopravvissuto al padre. È probabile che i due abbiano regnato insieme prima che Athrwys divenisse sovrano dell'Ergyng dopo la morte del nonno materno, Gwrgan Fawr (il Grande). Attorno al 645 Athrwys, forse con l'aiuto degli eserciti paterni, sembra aver strappato l'Ergyng agli zii, Caradog e Morgan. Regnò per circa dieci anni. 
Athrwys sembrerebbe aver suscitato l'idea di essere un giovane re guerriero, ragion per cui è stato associato da alcuni a Re Artù, anche per l'associazione di quest'ultimo con Caer-Legeion-guar-Uisc (Caerleon), che è stata considerata una delle corti più importanti di Artù. E ciò trasporta costui nel cuore del regno di Athrwys. Sia quest'ultimo sia il padre sarebbero stati sepolti a Mynydd-y-Gaer, nel Glamorgan centrale.